# 芬达
芬达（Fanta）是可口可乐公司的果味汽水品牌，不含咖啡因。饮料包装颜色绚丽，消费者主要为青少年。除经典的香橙味，在全球范围内各地的贩售口味不尽相同，总计多达100余种。

## 名称
在1940年因为二战，可口可乐暂停了对德国的可乐原浆的出口，于是德国分公司的主管马克思·凯特要求他的员工发想出一种能代替可口可乐的饮料，而他们研发出的新品只包括了乳清、果渣和糖用甜菜。而当马克思征求新饮料名称时，一位销售人员随口答出了“芬达”，正好取自德语词Fantasie的前半部分，于是这一名称沿用至今。
芬达在港澳初推出市場時，名字被譯作「發達」，後來才改名至「芬达」。

## 历史
许多人认为芬达是德国人发明的。在第二次世界大战之前，可口可乐公司以其亲纳粹广告宣传，在德国站稳脚跟，1939年时德国已有43个装瓶厂和600多家分销商。然而到了1940年代，随着美国与纳粹德国的关系开始紧张，可口可乐的配方糖浆越来越难获得了。1938年，可口可乐公司德国业务的负责人死于车祸后，新的负责人马克思·凯特开始利用德国仅可以获得的原料——乳清、苹果汁和色素，创建了这款新饮料，也就是芬达。他通过新的这款饮料维持了这些工厂的运作以及工人们的生计，現在的橘子汽水口味則是義大利研製的。在战后，这一款新饮料连同利润一起转交给了可口可乐公司德国分公司。1960年芬达开始在北美市场销售。芬达一直以其优质乐观的广告吸引着消费者。

## 不同口味
- 水蜜桃
- 青檸
- 葡萄
- 橘子
- 西瓜
- 芒果
- 蘋果
- 鳳梨
- 哈密瓜
- 藍莓
- 荔枝蘋果
- 草莓
- 青蘋果

## 廣告代言
- 吴磊 （2018-02）[4]

## 轶闻
- 梵蒂冈承认前任教皇本笃十六世最喜欢的饮料就是芬达，但是无从考证[5]。
- 周星馳是歷史上第一位芬達代言人。
- 在泰国，红色的芬达常常会用来祭神[6]。